# Chilicola brzoskai
Chilicola brzoskai är en biart som beskrevs av Michener 2002. Chilicola brzoskai ingår i släktet Chilicola och familjen korttungebin. Inga underarter finns listade i Catalogue of Life.